# Двориште (Старозагорська область)
Дво́риште (болг. Дворище) — село в Старозагорській області Болгарії. Входить до складу общини Гурково.

## Населення
За даними перепису населення 2011 року у селі проживали 14 осіб, з них 11 осіб (78,6%) — болгари.
Розподіл населення за віком у 2011 році:
Динаміка населення: